# Гончаренко Ніна Іванівна
Ні́на Іва́нівна Гончаре́нко (* 20 серпня 1919, Первомаївка, Верхньорогачицький район Херсонської області — † 1996) — українська співачка (меццо-сопрано), 1954 — народна артистка УРСР. Нагороджена орденами Леніна, Трудового Червоного Прапора, медалями.

## Життєпис
1944 року закінчила Київську консерваторію — по класу Д. Євтушенка.
На сцені Київського театру опери та балету виступала 25 років — з 1944 по 1969 рік, виконувала провідні партії в операх:
- Жоржа Бізе — «Кармен», Кармен,
- Джузеппе Верді — «Аїда», Амнеріс,
- Шарля Ґуно — «Фауст», Зібель,
- Костянтина Данькевича — «Богдан Хмельницький», Соломія, Варвара,
- Миколи Лисенка — «Різдвяна ніч», «Тарас Бульба», Солоха, Настя,
- Георгія Майбороди — «Арсенал», Мати,
- Римського-Корсакова — «Царева наречена», Любаша,
- Петра Чайковського — «Євген Онєгін», «Винова краля» — Ольга, Поліна,
- Модеста Мусоргського — «Борис Годунов», Марина Мнішек.

Виступала на концертах, виконувала народні пісні, твори українських, російських та зарубіжних композиторів.
1963 року записала на грамплатівку: романс Якова Степового «Утоптала стежечку» — на слова Т. Г. Шевченка, дві арії: Варвари з опери «Богдан Хмельницький» Костянтина Данькевича та Насті з опери «Наймичка» Михайла Вериківського.
В 1961—1968 роках працювала педагогом кафедри сольного співу Київської консерваторії.
1970 року полишила сцену.
Померла 28 лютого 1996 року.